# San Diego de los Baños
San Diego de los Baños es una localidad cubana de la provincia de Pinar del Río.

## Geografía
El lugar está ubicado en la orilla izquierda del río de San Diego.

## Historia
Durante muchos años el lugar estuvo formado por un conjunto de chozas improvisadas para la temporada de baños. En 1793 se construyó y abrió al culto una ermita bajo la advocación de San Diego. No habría empezado a existir un núcleo ordenado y formal hasta 1844, cuando Luis Pedroso emprendió la edificación regular del caserío en lugar de las chozas con 98 habitantes que entonces habitaban el lugar. En 1850 tenía ya 120 casas y su población permanente estaba formada por 105 individuos «blancos», 11 «libres de color» y 21 esclavos. Se edificaron una iglesia, un cuartel para los bañistas militares y un cementerio. En 1853 tenían un total de 158 habitantes, que se redujeron a 117 en 1857. La localidad era célebre por sus aguas medicinales.